# Zaria (lutadora)
Daria Hodder é uma lutadora de luta livre profissional australiana atualmente contratada pela WWE, onde ela se apresenta na marca NXT, sob o nome de ringue Zaria.
Ela começou no circuito independente australiano com o nome de ringue Delta, lutando principalmente para a Riot City Wrestling (RCW) e a Melbourne City Wrestling (MCW). Ela é uma duas vezes vencedora do RCW Tag Team Championship, junto com seu irmão mais velho, Dean Brady. Além disso, ela foi a última detentora tanto do RCW Championship quanto do RCW Women's Championship, e a primeira a conquistar o RCW Grand Championship. Em 2024, ela ficou em 157º lugar no PWI 500.

## Carreira na luta livre profissional

### Circuito independente (2019-2024)
Delta credita a seu irmão mais velho, o também lutador australiano Dean Brady, o despertar de sua paixão por começar a lutar depois de assisti-lo em um show da Riot City Wrestling. Depois de um teste bem-sucedido com RCW em 2019, ela fez sua estreia em 31 de dezembro de 2020, juntando-se a Dean para derrotar Cayden Cornell e Savannah Summers. Depois disso, a Delta se concentraria na competição de simples na divisão feminina do RCW, fazendo muitas tentativas malsucedidas no Campeonato Feminino do RCW. Em agosto de 2021, ela lutaria sua primeira luta pela Melbourne City Wrestling, desafiando sem sucesso Kellyanne pelo MCW Women's Championship. Depois de lutarem entre si pela primeira vez em julho de 2021, Dean e Delta formariam uma tag team, inicialmente chamada de The Bradys, mas mais tarde mudariam seu nome para Brady LTD. Juntos, eles ganhariam o RCW Tag Team Championship em duas ocasiões distintas. Delta também venceria o MCW Women's Championship duas vezes e se tornaria a primeira mulher a conquistar o MCW Intercommonwealth Championship. Ela então se tornaria a primeira mulher a conquistar o Campeonato RCW.
Em fevereiro de 2024, a Delta participou das seletivas da WWE realizadas em Perth, Austrália Ocidental antes do Elimination Chamber. Em 12 de abril de 2024, Delta desafiou Jordynne Grace pelo TNA Knockouts Championship no Oceania Pro Wrestling's H.E.R. evento. Em 18 de maio de 2024, depois de perder o RCW Grand Championship, Delta anunciou que lutaria sua última luta na Austrália no RCW's Heavy Is The Crown 2024, em 6 de julho contra seu irmão, Dean Brady, já que ela estaria saindo para lutar em América após essa luta.

### WWE (2024-presente)
No episódio de 1º de outubro de 2024 do NXT, uma vinheta foi ao ar mostrando Delta caminhando por uma estrada, olhando as placas de sinalização para a saída 10 e rota 27, o que implica sua estreia em 27 de outubro, NXT Halloween Havoc (2024).

## Campeonatos e conquistas
- Melbourne City Wrestling
  - MCW Intercommonwealth Championship (1 vez)[13]
  - MCW Women's Championship (2 vezes)[14]
- Pro Wrestling Illustrated
  - Classificada em 157º lugar entre os 500 melhores lutadores do PWI 500 em 2024
- Riot City Wrestling
  - RCW Championship (1 vez, final)[15]
  - RCW Grand Championship (1 vez, inaugural)[16]
  - RCW Tag Team Championship (2 vezes) - com Dean Brady[17]
  - RCW Women's Championship (1 vez, final)[18]